# Каран-Єлга (Гафурійський район)
Кара́н-Єлга́ (рос. Каран-Елга, башк. Ҡаранйылға) — присілок у складі Гафурійського району Башкортостану, Росія. Входить до складу Саїтбабинської сільської ради.
Населення — 265 осіб (2010; 308 в 2002).
Національний склад:
- башкири — 99%